# 西本順次郎
西本 順次郎  (にしもと じゅんじろう、1923年1月1日 - 2006年6月7日) は、日本の精神科医。モンテッソーリ教育による幼児・障害者教育にも携わった。

## 経歴
広島県庄原市出身。1944年、台北帝国大学医学部を卒業する。台北帝国大学医学部精神科、九州大学医学部精神科に勤務した。1951年、国立久里浜病院医長となる。
1952年、九州大学にて医学博士号を取得し、慶応義塾大学医学部精神科に勤務した（他に群馬大学医学部および広島大学教育学部講師を務める）。
1957年、呉市に「安浦病院」を開設、同時に現在の広島市西区に「教育医学研究所」を設立した。「モンテッソーリ子どもの家」を中心に、精神科リハビリの生理学的治療を実施した。
1960年には、障害児の教育しながら治療できる「安浦学園」を開園する。1965年、現在の広島市西区に「本院」（精神科・小児科・内科）を開設。1975年、教育医学研究所に「モンテッソーリ幼稚園」を併設。モンテッソーリ教具や「西本メソッド」による心身障害児と普通児の統合教育を行う。広島モンテッソーリ協会教師養成コース開始。教育医学研究所で研究を行い、障害児にフィードバックする。
1979年、安浦病院内に「県立呉養護学校　安浦分級」を開校した。また、「キブツ村」を開村。ロゴテラピーを導入し、社会復帰途上者の自由と独立を目指す。
運営機関以外の活動としては、1957年より広島家庭裁判所調停委員及び参与員を務め、1959年に広島県精神薄弱者育成会会長となる。

## 研究
モンテッソーリ教育法を、「モンテッソーリ幼稚園」や精神科病院の患者治療に取り入れ、その方法手段・研究結果を「教育医学研究」にまとめる。国立図書館をはじめ国立大学等に毎年寄贈した。日本におけるモンテッソーリ教育の「注目される研究成果」の一つという評価がある。

## 西本をモデルとした人物
北杜夫が慶応義塾大学医学部精神科勤務で勤務していた頃のことを書いた『どくとるマンボウ医局記』の登場人物「N先生」は、西本のことであるとされる。

## 著書
- 『神経のはたらきと幼年教育』教育医学研究所、1971年
- 『モンテッソーリ教具による感覚訓練の実践』学習研究社、1975年
- 『モンテッソーリ幼児教育入門』福村出版、1975年
- 『精神遅滞児の治療教育』福村出版、1975年
- 『モンテッソーリ協会教師養成講座医学』日本モンテッソーリ協会、1976年
- 『モンテッソーリ治療教育法』明治図書、1979年
- 『新しいモンテッソーリ・モデル』明治図書、1982年
- 『モンテッソーリ治療教育入門』福村出版、1984年
- 『精神遅滞児の治療教育と方法』川島書店、1989年
- 『モンテッソーリ法の教育と医学』川島書店、1990年
- 『脳障害児の教育と医学』川島書店、1992年